# Sophie von Coudenhoven

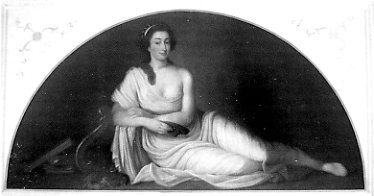
Sophie Gräfin von Coudenhoven, Ölbild von Johann Kaspar Schneider (1784)

Gräfin Sophie von Coudenhoven, geborene von Hatzfeldt (* 21. Januar 1747; † 21. Mai 1825 in Paris) war eine deutsche Adlige und Vertraute des Mainzer Kurfürsten Friedrich Karl Joseph von Erthal.

## Leben
Sophie von Coudenhoven war die Tochter von Graf Karl Ferdinand von Hatzfeldt (1712–1766), kurkölnischer Oberhofmarschall, und Charlotte Sophie von Hatzfeldt, geborene Freiin von Bettendorf († 9. April 1753). Sie heiratete 1772 Georg Ludwig Freiherr von Coudenhove (* 1734; † 13. Juli 1786), Herr auf Setterich (bei Aachen), Erboberjägermeister des Hochstifts Lüttich, ab 1774 Burgmann in Friedberg und später Geheimer Rat und General in Kurmainz.
Friedrich Karl Joseph von Erthal war ein Vetter ihrer Mutter. Nachdem er 1774 Kurfürst von Mainz geworden war, zog sie an dessen Hof und lebte im Eckpavillon des Kurfürstlichen Marstalls (Ecke Bauhofstraße und Große Bleiche). Über ihre Beziehung zu Erthal kann nur spekuliert werden. Die Interpretation des Verhältnisses reicht von Ratgeberin, Vertraute über Graue Eminenz des kurfürstlichen Hofs bis hin zur Geliebten des Kurfürsten. Am Hof des Kurfürsten gehörte sie zu einem Kreis von Frauen, die man femmes électorales à Mayence nannte. Diese hatten teils erheblichen Einfluss auf Entscheidungen des Kurfürsten, wobei nach übereinstimmender Darstellung ihrer Zeitgenossen Sophie von Coudenhoven die bedeutendste Rolle spielte. Eduard Vehse berichtet, Sophie von Coudenhoven sei auch die Aspasia des Mainzer Hofes genannt worden. Ebenfalls zu diesem Kreis gehörte Maria Franziska von Venningen (1753–1817), die Gemahlin von Johann Nepomuk Franz Octav Maximilian von Pfirt zu Carspach (1750–1818).
Sie unterstützte Heinrich Friedrich Karl vom und zum Stein in dessen Bestrebungen, den Kurfürsten für die politischen Ziele Preußens zu gewinnen. Kaiser Leopold II. erhob Sophie von Coudenhoven im Oktober 1790 in den Reichsgrafenstand. Nach dem Tod des Kurfürsten 1802 vermachte dessen Bruder Lothar Franz Michael von Erthal (1717–1805) seine Liegenschaften dem ältesten Sohn Sophie von Coudenhovens (Carl) mit der Maßgabe, seine Mutter aus den Erträgen zu unterstützen. Sie selbst erhielt eine Pension von tausend Gulden im Jahr.
Sophie von Coudenhoven hatte vier Söhne, darunter Edmund von Coudenhove. Zu ihren Enkeln zählen die österreichischen Feldmarschallleutnants Maximilian und Karl von Coudenhove sowie der Diplomat und Politiker Franz Karl Coudenhove, Stammvater des Familienzweigs Coudenhove-Kalergi.